# Min son på galejan
Min son på galejan är en humoristisk reseskildring, skriven av skeppsprästen Jacob Wallenberg. Boken kom ut 1781. På titelbladet står: "Min son på galejan, eller en ostindisk resa innehållande allehanda bläckhornskram, samlade på skeppet Finland, som afseglade ifrån Götheborg i Dec. 1769, och återkom dersammastädes i Junii 1771. " Titeln anspelar på en replik ur Molières pjäs Scapins skälmstycken (Les Fourberies de Scapin), där en far säger om sin son: "Que diable alloit-il faire dans cette galère", Vad fan skulle han på galären att göra! Wallenberg skrev verket under sin första resa 1769–1771 på Ostindiefararen ”Finland”. "Galeja" är ett gammalt svenskt ord för galär, eller fartyg mer i allmänhet.. 
Texten är rolig och stundom grov, och Wallenbergs skildring är frisk och levande. Oscar Levertin säger: Havet är med överallt i denna bok med sitt brus och sina salta vindar, luften rätt ned i lungorna och den obegränsade rymden, som gör tanken fri, djärv och lätt. Havet är det väl också som skänkt denna lilla vårdslösa bok en ungdomens friskhet, som icke någon ålder tycks få bukt med.